# Jean O'Neill
Pour l’article homonyme, voir Jean O'Neill (horticultrice).
Pour les articles homonymes, voir O'Neill.
Jean O'Neill, né le 20 janvier 1737, mort après 1802, est un général de brigade de la Révolution française.

## États de service
Le 15 juillet 1791, il est nommé colonel du 88e régiment d'infanterie de ligne, promotion qu'il refuse. Le 8 janvier 1792, il accepte finalement sa promotion au grade de colonel, cette fois-ci pour commander le 92e régiment d'infanterie de ligne, probablement du fait que le 92e régiment est issu du régiment Walsh de la Brigade irlandaise. Le 15 mai 1793, il refuse sa promotion au grade de général de brigade.
En 1796, il commande la 2e division de cavalerie de l'armée d'Italie.
Il est admis à la retraite le 13 février 1801.

## Sources
- (en) « Generals Who Served in the French Army during the Period 1789 - 1814: Eberle to Exelmans »
- (pl) « Napoléon.org.pl »